# テムリュク
座標: 北緯45度16分 東経37度23分 / 北緯45.267度 東経37.383度

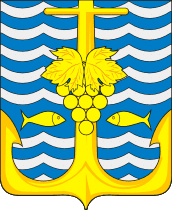
テムリュクの紋章

テムリュク（テムリューク、ロシア語: Темрю́к；Temryuk）はロシア連邦の南部、クラスノダール地方にある港湾都市。黒海とアゾフ海を分けるタマン半島の最大の都市で、半島北岸に位置する。人口は4万1608人（2021年）。

## 地理

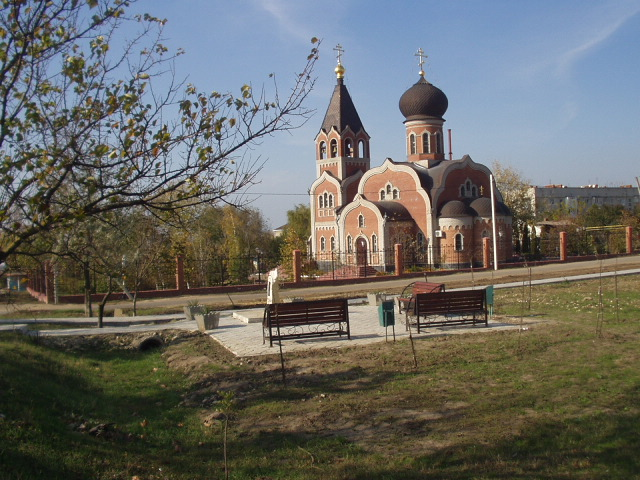
テムリュクの聖堂

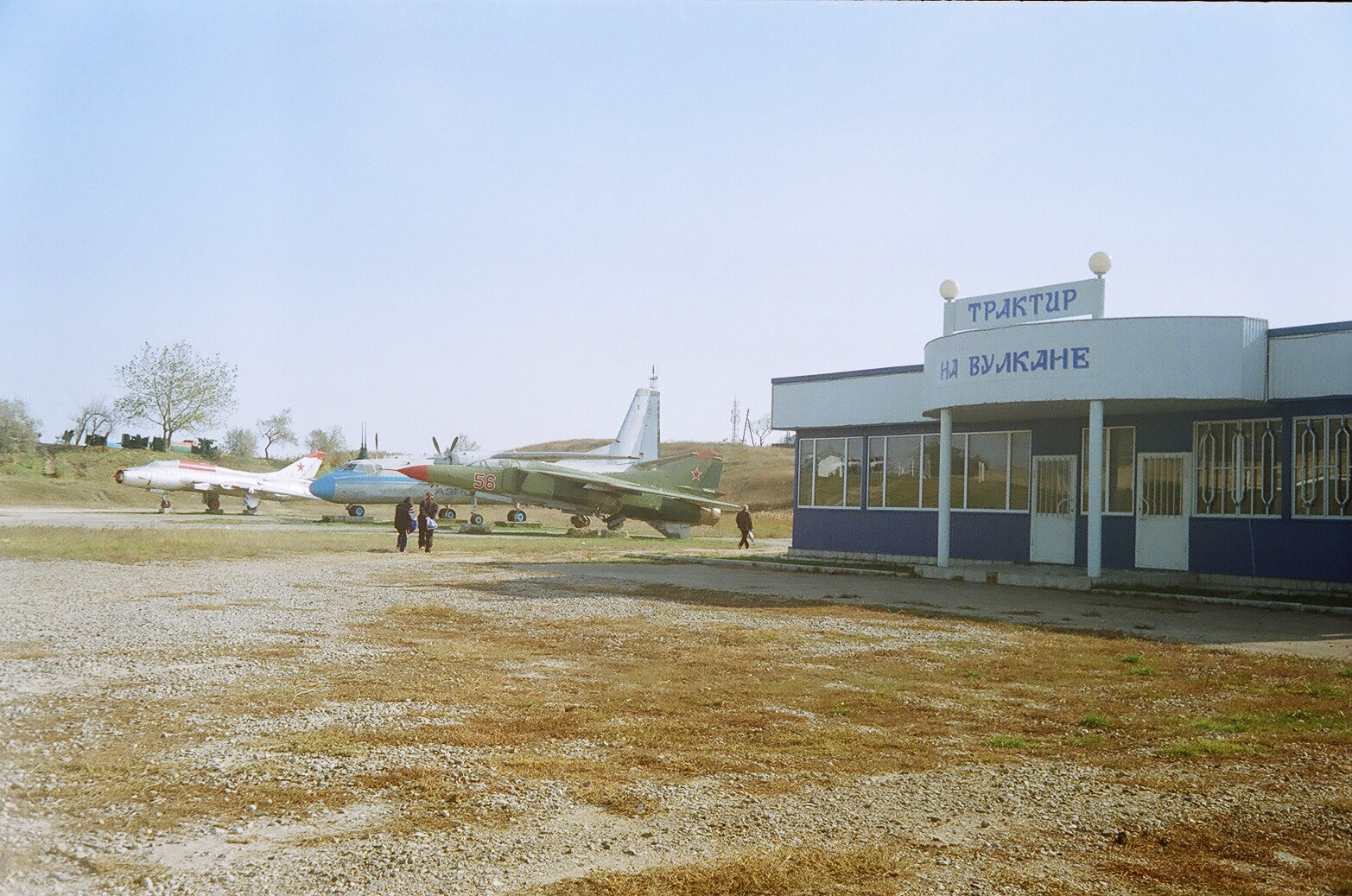
テムリュクの野外軍事博物館

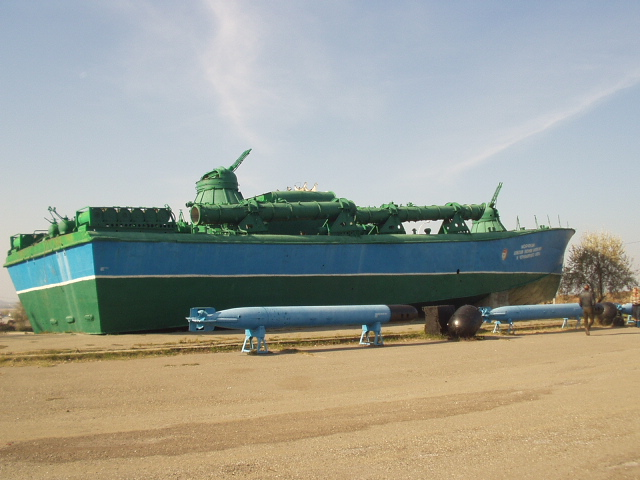
テムリュクの野外軍事博物館にある第二次世界大戦当時の赤軍の砲艦

テムリュクはクラスノダール地方の中心都市・クラスノダールから西へ130キロメートル離れている。
クバン川はアゾフ海のテムリュク湾に流入しているが、テムリュクの街はクバン川の右岸、テムリュク湾の河口のすぐ近くにある。テムリュク港は街の中心から4キロメートル離れたアゾフ海沿岸にある。また街は多数の泥火山に囲まれている。
テムリュクはクリムスクからの鉄道支線の終点である。

## 歴史
古代に栄えたギリシア植民都市ヘルモナッサ（Hermonassa）、その跡地に建てられハザールやキエフ大公国の手に渡って繁栄した都市トムタラカン（Tmutarakan）の遺跡の近くにテムリュクはある。クバン川の河口を抑える拠点として、ここは多くの勢力の争奪する地となってきた。
テムリュクの場所にあった集落で最初に記録に残っているものは、タタール人の要塞トゥムネフ（Tumnev）で、14世紀にジェノヴァ共和国の商人の手に渡りその交易地となりコパ（Copa）の名で知られた。
1483年にコパはクリミア・ハン国に占領され、再びトゥムネフとなった。
ロシア・ツァーリ国はこの地の有力者であったカバルダ人のテムリュク・アイダロヴィッチと組んでトゥムネフを落とし、新たな要塞を築いてテムリュク・ノーヴィ（新しいテムリュク）と名付けた。クリミア・ハン国は1570年にこの要塞を奪還し、アディス（Adis）と改名した。
17世紀から18世紀、タマン半島にはオスマン帝国の支配が及んでいたが、1768年から1774年にかけての露土戦争でロシアはこの地を奪い、1778年にはかつてのテムリュクの場所に再び要塞を建てた。1793年にはコサックが移民しスタニツァ（コサックの集落）を築いた。このスタニツァは1860年にテムリュク市となり、1910年までクバン県の一部であった。
第二次世界大戦（独ソ戦）中、1942年8月24日にドイツ国防軍がテムリュクを占領し、1943年9月27日に赤軍北カフカス戦線の部隊が黒海艦隊の支援を受けて奪還した。

## 文化
テムリュクには歴史・考古学博物館のほか、野外軍事博物館（ Voennaya Gorka、Военная горка）があり戦車などが展示されている。
周囲のタマン半島一帯には、古代のギリシア植民都市の遺跡が多い。近くにはヘルモネッサがあるほか、植民都市として建てられ後に中世の大ブルガリアの首都ともなったファナゴリア（Phanagoria）もほど近い場所にある。
クバン川デルタの、潟湖や泥火山の多い風景もこの地の魅力である。

## 産業
テムリュクは漁業の中心で、魚の加工工場があるほか、近隣の農産物の加工工場もある。加えて建材工業もおこなわれている。
アゾフ海沿岸にはリゾートやスパも多く、海水浴や泥湯温泉での療養に訪れる観光客も多い。